# Pla subjectiu

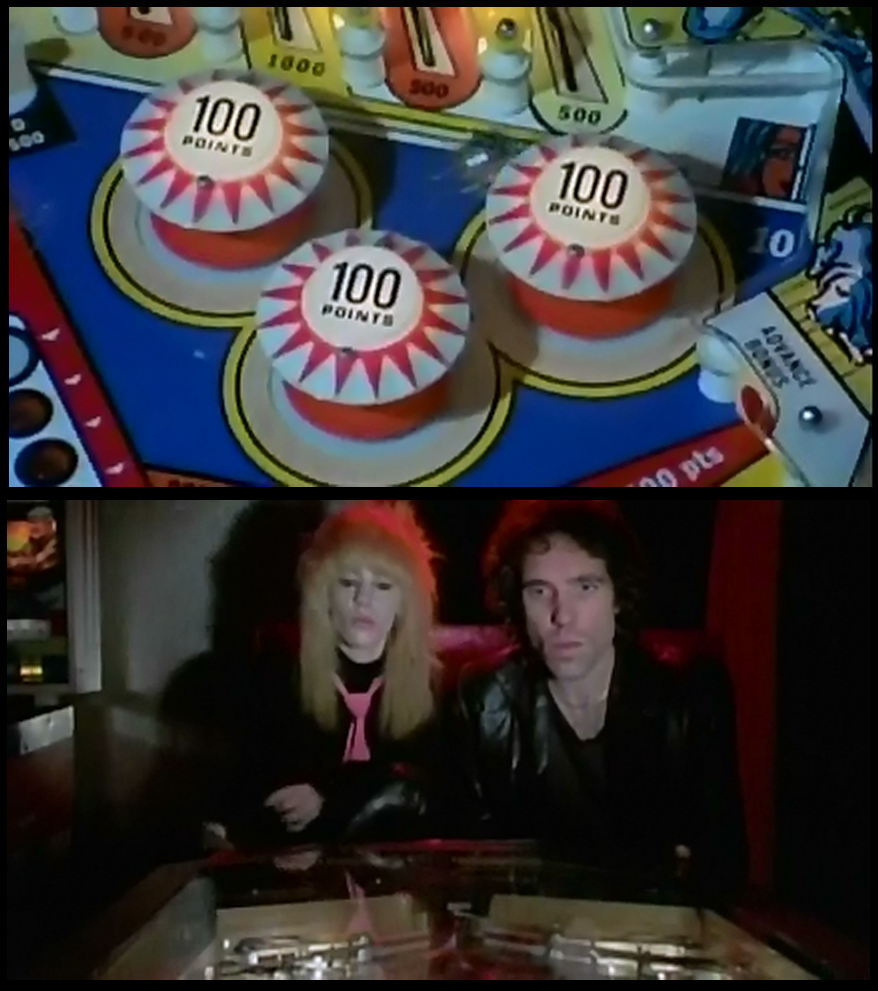
Pla subjectiu del film The Driller Killer en què l'espectador veu en primera persona com el personatge juga a pinball.

Un pla subjectiu o càmera subjectiva és un tipus de plànol utilitzat en el cinema en el qual la càmera assumeix la posició espaial d'un personatge per mostrar-nos el que el personatge veu. Aquest recurs és també força utilitzat per filmar esports com el Dirt Jumping o el motocross gràcies a les anomenades càmeres esportives.

## Usos del pla subjectiu
Pel que fa al cinema, aquest recurs és força utilitzat en les pel·lícules actuals degut a la seva capacitat de fer-nos empatitzar amb el personatge. És per això que els plans subjectius abunden en les pel·lícules del gènere de terror, en les que es vol afavorir la identificació amb el personatge. Per una altra banda, és un pla molt emprat per filmar esports com el Dirt Jumping, el motocross, o el submarinisme i inclús per grabar missions militars gràcies a les anomenades càmeres esportives, uns dispositius de vídeo petits i d'alta definició que acostumen a enregistrar la imatge en gran angular i que es caracteritzen perquè poden ser adherits a cascos, cotxes i inclús a taules de surf gairebé sense que l'esportista ho noti. Als videojocs també s'empra molt el recurs de la càmera subjectiva; els shooters en primera persona o FPS han popularitzat força aquesta tècnica. Finalment i molt relacionat, un altre ús cada cop més comú d'aquest tipus de pla es dona en la realitat augmentada. L'objectiu de les ulleres de realitat virtual és la completa immersió del portador a la realitat virtual en qüestió, pel que en aquests casos les imatges es reprodueixen com si provinguéssin dels ulls de qui està utilitzant el dispositiu.

## Fals pla subjectiu
Un fals pla subjectiu és aquell en què aparentment se'ns està donant un pla subjectiu però se'ns desvetlla que en realitat no. Aquest recurs s'empra molt en el cinema en situacions en què es vol descol·locar a l'espectador, ja que actúa sobre les expectatives d'aquest, obligant-lo a tornar a processar el que creien que era la imatge desde el punt de vista d'un personatge.

## Càmeres esportives

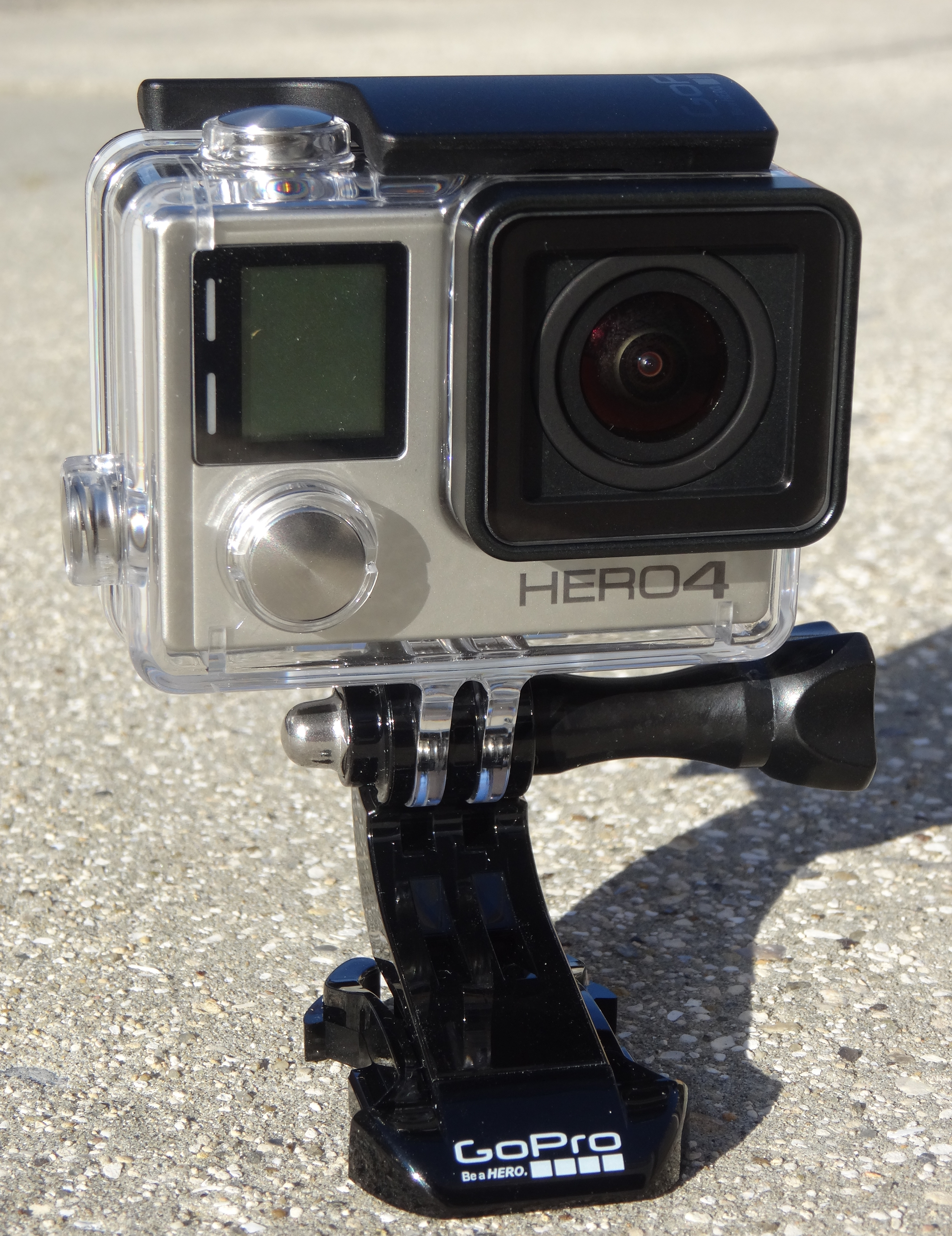
Càmera esportiva marca GoPro.

Les càmeres esportives són petits dispositius de gravació que permeten acoblar-se amb facilitat a cascs, taules de surf o inclús cotxes. El seu ús principal es dona en l'àmbit esportiu per la lleugeresa amb la que compten. Tot i que les possibilitats amb les que compten siguin molt extenses, s'utilitzen força per grabar el punt de vista del portador, pel que amb freqüència les veiem en el context del pla subjectiu. La marca més reconeguda de càmeres esportives és GoPro, fundada al 2002 amb seu a San Mareo, California, Estats Units.